# Bell D-188A
Bell D-188A (неофициальные военные обозначения XF-109/XF3L) был инициативной разработкой двухмахового истребителя, выполненного по концепции самолёта вертикальных взлета и посадки (СВПП). Проектируемый самолёт должен был оснащаться восемью турбореактивными двигателями, половина которых должна была размещаться в поворотных мотогондолах. Однако разработка истребителя не продвинулась дальше макета. В случае постройки Bell D-188A стал бы одним из самых нетрадиционных из летавших когда-либо самолётов и одним из самых необычных истребителей из числа находившийся на балансе ВВС США.

## История
В 1955 году компания Bell Aircraft обратилась с предложением к ВВС и ВМФ США разработать сверхзвуковой всепогодный истребитель-бомбардировщик/перехватчик ПВО с вертикальными/укороченными взлетом и посадкой (СВВП/СКВП). Проект был весьма амбициозным и был спроектирован для выполнения множества функций у двух различных эксплуатантов. Самолёт получил обозначение Model 2000 и был предложен в двух вариантах: D-188 для ВМФ и D-188A для ВВС.
В 1959 году ВМФ США потерял интерес к проекту компании Bell, и работы продолжились только над вариантом D-188A. 5 декабря 1960 года компанией Bell был публично представлен макет, названный как XF-109. Макет нес на вертикальном оперении серийный номер 92109. Однако, как уже было сказано, XF-109 никогда не принадлежал проекту компании Bell, а номер на киле был «списан» с 59-2109 — серийного номера ракеты Boeing CIM-10 Bomarc.
Компания рассчитывала на постройку прототипа, однако в 1961 году финансирование было прекращено: министр обороны США Макнамара сместил приоритеты в сторону программы тактического экспериментального истребителя (Tactical Fighter Experimental — TFX), приведшей к созданию машин семейства F-111.
На момент прекращения работ по проекту D-188A общая сумма расходов ВВС и ВМФ США, а также компании Bell на научно-исследовательскую работу, связанную с проектированием самолёта, составили $17 000 000 (из них ВВС и флота составила $14 500 000), а общий объём НИОКР по проекту превысил 500 000 часов работы инженерно-технического персонала.

## Лётно-технические характеристики
Технические характеристики
- Экипаж: 1 чел.
- Длина: 18,90
- Высота: 3,89
- Площадь крыла: 18,09 м²
- Масса пустого: 6240 кг
- Нормальная взлётная масса: 10850 кг

Лётные характеристики
- Максимально допустимая скорость: М=2.3
- Практическая дальность: 2175 км
- Практический потолок: 18300 м

Вооружение
- Стрелково-пушечное: четыре 20-мм пушки
- Боевая нагрузка: 108 х 70 мм НУР и 1814 кг бомб